# Йохан Фридрих фон Атемс
Йохан Фридрих фон Атемс (на немски: Johann Friedrich Graf von Attems) е граф на Атемс, фрайхер на Хайлигенкройц, Лучинико, Подгора, Фалкенщайн и Танценберг.

## Биография
Роден е на 10 декември 1593 година в Градиска. Той е син на фрайхер Херман фон Атемс, господар на Хайлигенкройц (1564 – 1611), имперски камерхер, дипломат, и съпругата му фрайин Урсула Бройнер фон Щюбинг (ок. 1568 – 1641), дъщеря на фрайхер Карл Каспар Бройнер-Щубинг († 1616) и фрайин Елеонора фон Филинген цу Шьоненберг и Зеефридсберг († 1603). Внук е на Якоб Адам (1526 – 1590) и Катарина фон Брайзах-Катценцунген (*	1538).
Фамилията му фон Атемс се нарича от 1025 г. на замък Атемс (Атимис) при Чивидале дел Фриули. Баща му Херман фон Атемс е издигнат на фрайхер на Атемс-Кройц на 25 април 1605 г.
Йохан Фридрих фон Атемс е издигнат на 6 септември 1630 г. на имперски граф фон Атемс, фрайхер на Хайлигенкройц, Лучинико, Подгора, Фалкенщайн и Танценберг. Братята му Йохан Якоб фон Атемс (1598 – 1668/1670) и Фердинанд фон Атемс (1603 – 1634, убит при Лигница) тогава също са издигнати на имперски графове на Атемс и на фрайхерен на Хайлигенкрьоц.
Брат му Фердинанд фон Атемс (1603 – 1634) се жени в дворец Дуино през 1622 г. за графиня Ломбарда фон Турн-Валзасина-Хофер (* ок. 1607; † 2 август 1680), която е сестра на втората му съпруга от 1621 г. графиня Мариана фон Турн-Валзасина-Хофер (* ок. 1597).
Умира на 15 декември 1663 година в Лайбах (днес Любляна, Словения).

## Фамилия
Първи брак: на 10 август 1615 г. в Гьорц се жени за фрайин Урсула Теренция фон Колоредо-Мелс (* 29 октомври 1598, Гьорц; † 10 май 1616, пада от кон в Хайлигенкройц), дъщеря на граф Лудвиг фон Колоредо-Валзее и графиня Перла фон Полцениго. Те имат един син:
- Алойз фон Атемс (* 9 май 1616, Хайлигенкройц; † 4 май 1690, Виена), йезуит

Втори брак: на 15 април 1621 г. в кастел Дуино се жени за графиня Мариана Клара фон Турн-Валзасина-Хофер (* ок. 1597), дъщеря на имперски граф Раймунд IV фон Турн-Валзасина-Хофер († 1623) и първата му съпруга Лудовика Хофер фон Лобенщайн († 1607/10). Те имат децата:
- Урсула фон Атемс (* ок. 1622; † 13 юли 1685, Райфенберг), омъжена в Хайлигенкройц на 22 април 1638 г. за граф Лоренц Лантиери фон Паратико (* 17 март 1602, Гьорц; † 23 ноември 1664, Райфенберг)
- Херман Матиас (Раймунд) фон Атемс (* 4 юли 1624; † 13 февруари 1713, Пасау), каноник в Оломоуц (Олмютцз), Вроцлав (Бреслау) и Пасау
- Лудовика (* ок. 1626; † млада)
- Раймунда (* ок. 1628; † млада)
- Йохан Каспар фон Атемс (* 1630; † 10 март 1676, Лайбах), женен на 2 септември 1670 г, за графиня Мария Изабела фон Ауершперг (* 13 април 1649; † 4 септември 1693)

Трети брак: на 1 ноември 1640 г. във Виена се жени за марчеза Франческа Мария Строци (* 1620; † 1668, Лайбах/Любляна), дъщеря на маркиз Гюлио Цезаре Строци († 1631) и маркиза Анна дел Карето († сл. 1640). Те имат децата:
- дете (*/† 1641)
- Мария Анна Агнес фон Атемс (* ок. 1643; † 20 януари 1711, Виена), омъжена в Любляна на 23 ноември 1663 г. за граф Ото фон Турн и Валзасина-Комо-Верчели (1641 – 1676)
- Франц Антон фон Атемс (* 27 юни 1645, Гьорц; † 1704, Хайлигенкройц), женен в Гьорц на 27 февруари 1686 г. за графиня Анна Мария фон Кюенбург (* 7 януари 1653/63; † 8 февруари 1724)
- Мариана/Мария Анна Барбара фон Атемс (* 1646; † 27 май 1699, Грац), омъжена I. в Любляна на 16 февруари 1665 г. за фрайхер Ханс Лудвиг Цолнер фон Масенберг (* 11 юни 1628; † 10 август 1674), II. в дворец Фраухайм ан дер Мур на 9 ноември 1684 г. за граф Георг цу Щубенберг (* 20 февруари 1632; † 19 февруари 1703)
- дете (*/† 1649)
- Доминик Проспер Игнац (* 6 юли 1650; † млад)
- Игнац Мария Максимилиан Дизмас Йозеф Леандер фон Атемс (* 15 август 1652, Лайбах; † 11 декември 1732, Грац), женен I. в Грац на 5 февруари 1685 г. за фрайин Мария Регина фон Вурмбранд-Щупах (* 3 юни 1659; † 24 април 1715), II. в Грац на 28 септември 1715 г. за графиня Кристина Кресценция фон Еберщайн-Гутенхаг (* 24 август 1658; † 27 април 1737), вдовица фон Херберщайн; баща на:
  - Ернст Готлиб фон Атемс (1694 – 1757), имперски княз и епископ на Любляна/Лайбах (1742 – 1757).
- Клара Терезия фон Атемс (* 14 юли 1654, Лайбах; † 19 юни 1706, Мюнхендорф, Крайна), абатиса на Мюнхендорф, Крайна
- дете (*/† 1656)